# تاكاشي ايزاوا
تاكاشي ايزاوا (باليابانية:相澤 貴志) مواليد 5 يناير 1982 في اليابان، هو لاعب كرة قدم ياباني يلعب لنادي توكوشيما فورتيس كحارس مرمى.

## المسيرة الاحترافية

### أندية لعب لها
- كاواساكي فرونتال
- سيريزو أوساكا

## روابط خارجية
- تاكاشي ايزاوا على موقع رابطة كرة القدم اليابانية للمحترفين (اليابانية)
- تاكاشي ايزاوا على موقع قاعدة بيانات كرة القدم.إي يو (الإنجليزية)
- تاكاشي ايزاوا على موقع Soccerway.com (الإنجليزية)
- تاكاشي ايزاوا على موقع عالم كرة القدم.نت (الإنجليزية)